# Маклаков Олексій Костянтинович
Олексій Костянтинович Маклаков (рос. Алексе́й Константи́нович Маклако́в, 6 січня 1961, Новосибірськ) — російський актор театру та кіно, співак, заслужений артист Росії.

## Біографія
Олексій Костянтинович Маклаков народився 6 січня 1961 році в Новосибірську.
Навчався в школі № 42 (тепер гімназія № 1).
В 1980 році поступив на акторський факультет Новосибірського театрального училища, яке пізніше, постановою губернатора, восени 2003 року стало Новосибірським державним театральним інститутом.
Деякий час працював на радіо «Юнітон». Працював у Томському ТЮГу. Грав у новосибірському театрі «Червоний факел».
Пізніше працював у фільмі «Що сказав небіжчик» відеомонтажером.
У 1996 році Олексій Маклаков переїхав до столиці і був зарахований до групи театру імені В. Маяковського. Найбільш відомий за роллю прапорщика Шматко в телесеріалі «Солдати».
Є вболівальником футбольного клубу «Спартак» (Москва).
Фігурант бази центру «Миротворець», як особа, яка незаконно відвідувала окупований Росією український Крим.

### Сім'я
- Тетяна (цивільний шлюб у 18 років).
- Ольга.
  - син Ілля Білокобильський (8 липня 1987) живе у Новосибірську.
- Марія
  - Дочка Ніколь (1998), живе в Канаді.
- Анна Романова (нар. 1984).
  - Дочка Ірина (січень 2009)[3].
  - Дочка Софія (грудень 2012)